# 塔克商学院
埃莫斯·塔克工商管理学院（英語：Amos Tuck School of Business Administration，常簡稱為塔克商学院）是美国达特茅斯学院的一所商科研究生院，坐落在新罕布什尔州汉诺威市。该院创建于1900年，是世界最早的商学研究生院，也是第一所颁发工商管理硕士研究生学位的学院。达特茅斯学院是美国八所常春藤院校联盟成员之一。在众多商科院校工商管理硕士教育排名中，该院位居前五，是世界一流商学院之一。
塔克商学院本身只授予学生工商管理硕士（MBA）一种学位，但它同时与其它教育机构合作办学，为学生提供双学位机会，也为职员和刚毕业的大学生提供短期培训。该院极为注重自己紧密专注与寄宿制的办学特色，设有46个全日制科系，学生总数稳定在500人左右。院方宣称超过8400名塔克毕业生活跃在各行各业，校友为学校提供的捐赠居所有商学院之首。

## 历史

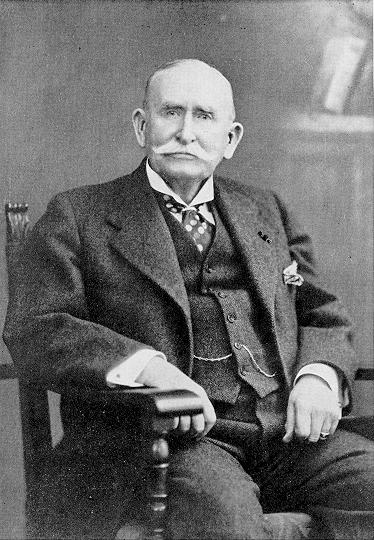
爱德华·塔克（1842-1938）
（塔克商学院筹建捐赠人）

19世纪末，美国的工业和经济发展迅速，越来越多的大学毕业生选择进入商界。达特茅斯大学校长威廉·杰威特·塔克尔（William Jewett Tucker）为顺应这一需求，决定在校内兴建一所商学院。为实现这一计划，塔克尔开始寻求大学室友爱德华·塔克（Edward Tuck）的支持。塔克是一位富有的银行家和慈善家，他将价值30万美元的明尼苏达铁路公司优先股捐给达特茅斯大学，作为商学院的建设资金。学院名称以塔克的父亲、达特茅斯大学校友埃莫斯·塔克的名字命名为“埃莫斯·塔克工商管理与金融学院”。

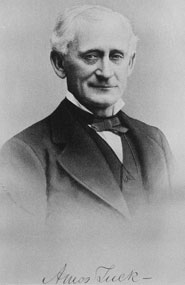
埃莫斯·塔克（1810-1879）
（商学院以他的名字命名）

新成立的塔克商学院每学年学费为100美元，开办第一年入学的学生不多，他们在两年课程结束后获发商科硕士学位文凭。学院课程涵盖传统的博雅教育、经济学和金融学。学生在第一学年的大部分课程由本院教授讲授，第二学年则由外聘导师和商界人士讲授。作为美国第一所商科研究生院，塔克强调全面化的教学模式，这种模式为许多新兴的其他商科院校所采纳，被称为“塔克模式”。
1920年代晚期，达特茅斯大学校长恩纳斯特·马丁·霍普金斯（Ernest Martin Hopkins）为突出商学院的整体性，拟修建中心校园，将教学和住宿设施集中。当时居于法国、年事已高的爱德华·塔克再次为学院建设捐出了57万美元。1929年，塔克就是受益于这笔捐款，在达特茅斯大学校园西侧建起了4幢崭新的大楼。
1942年，学院名称变更为埃莫斯塔克工商管理学院；1953年，毕业生的学位名称也转变为现代意义的工商管理硕士（MBA）。直至20世纪50年代末和60年代初，塔克主要还是面向达特茅斯大学校内招生，接受本科三年级的学生入读MBA课程；之后，在卡尔·希尔院长（1957年-1960年在任）的倡导下，商学院将招生范围扩大到全国。约翰·亨尼斯（John Hennessey，1968年-1976年在任）继任院长后，学院的扩建进一步持续。1960年代晚期，校园建设呈现突飞猛进的势头，新宿舍（1969年）和默多中心（1973年，含费德堡商务和工程图书馆）相继落成。后来的院长理查德·威斯特（Richard West，1976年–1983年在任）和科林·布莱登（Colin Blaydon，1983年–1990年在任）对学院的课程设置和科、系建设进行了暴发性扩张，申请入院的学生增长了三分之一。1980年代以来，学院在学生数量和硬件设施方面持续扩张，除两幢新校舍外，若干个科研中心也建成使用；学院还在校内实施非学历性商科教育计划。

## 校园及其建筑
塔克商学院坐落在达特茅斯大学西面，毗邻康乃狄克河，地处新罕布什尔州汉诺威市新英格兰镇的乡村地带，北面是康乃狄克河河谷。1900年，新成立的商学院设立于面对达特茅斯大学中央草坪的一座单一大楼内。1930年，学院的教学机构、办公设施迁进了斯特尔（Stell）、切斯（Chase）、塔克（Tuck）和武德伯里（Woodbury）大楼内，这些大楼均分布在今日的塔克行政大楼周围。直至今日，学院八个科系中的四个，仍在原先的这些建筑物内教学和办公。
学院注重自己的寄宿制办学特色，并将这一特色阐述为“塔克文化”的基石，指出“塔克毕业生能在世界所有商学院中表现出最高的忠诚度的原因”（援引）也归功于此。学院以其相对封闭、独立的乡村校园环境来吸引优秀学生和教师，虽然有些学生认为这种环境可以增进学生的亲密感和友谊，但被外界描述为“形象问题”。
塔克商学院有三处寄宿楼：惠特莫尔大楼（Whittemore Hall，2000年建成）、埃科特米尔大楼（Achtmeyer Hall，2008年建成）和皮罗-瓦朗谢纳大楼（Pineau-Valencienne Hall，2008年建成）。这些新近落成的寄宿大楼和雷泽尔大楼（Raether Hall）是塔克综合楼的组成部分，有85名计划外学生在此学习、居住。塔克综合楼建造费用2720万美元，2008年12月落成。塔克商学院与邻近的塞耶工程学院共同使用默多中心（Murdough Center）（包括费德堡商务与工程图书馆）。伯恩大楼管理处负责塔克校园的管理与服务，学院食堂则由达特茅斯饮食服务中心运营。
2009年，布肯南大楼（Buchanan Hall，1968年建成）被整修一新，其功能由原来的学生宿舍转变为学术研讨机构和职员公寓综合楼。学院计划在接下来的5年内，增加10名全职教工，这些新增加的教工将入住布肯南大楼。

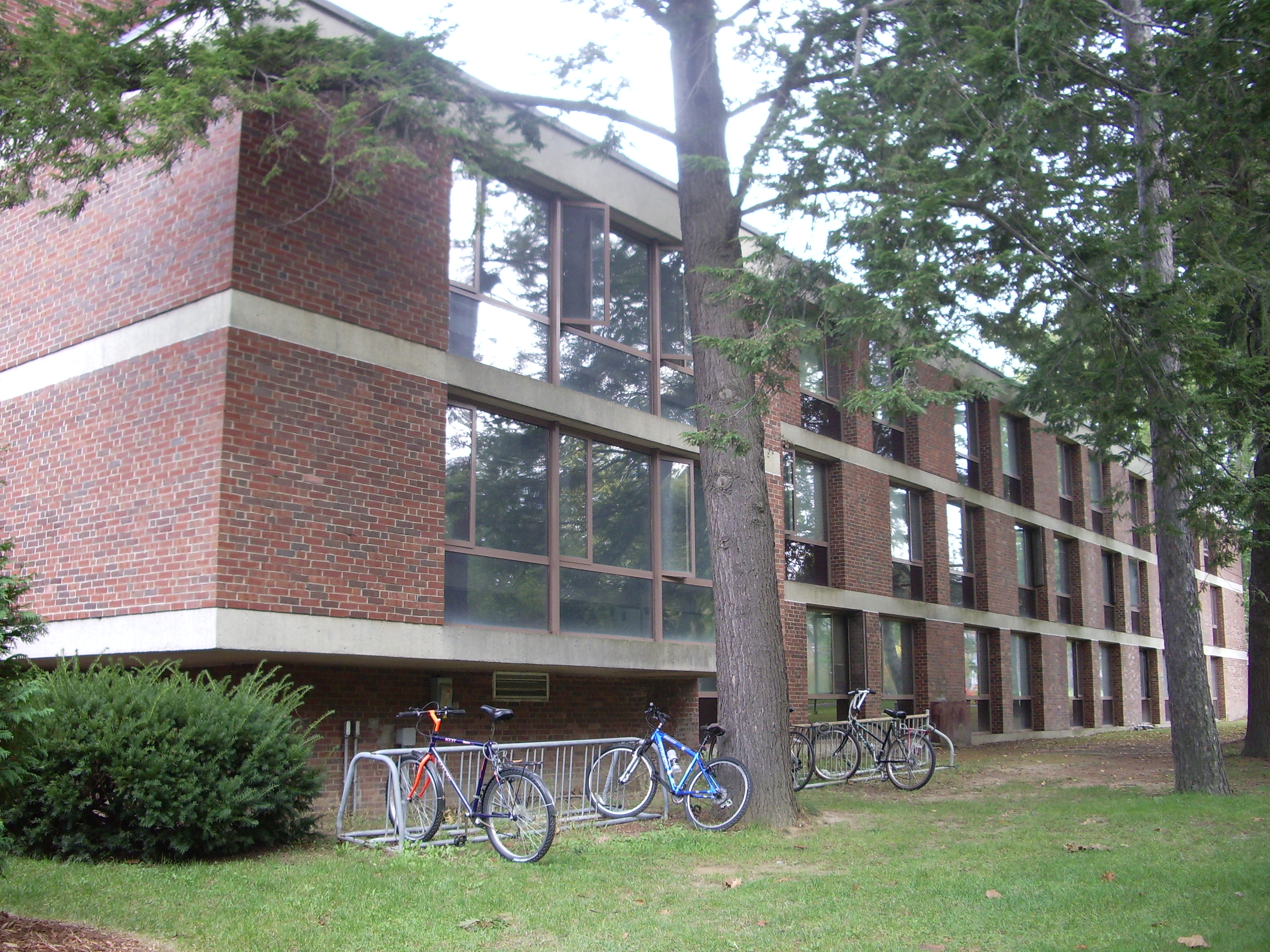
布肯南大楼
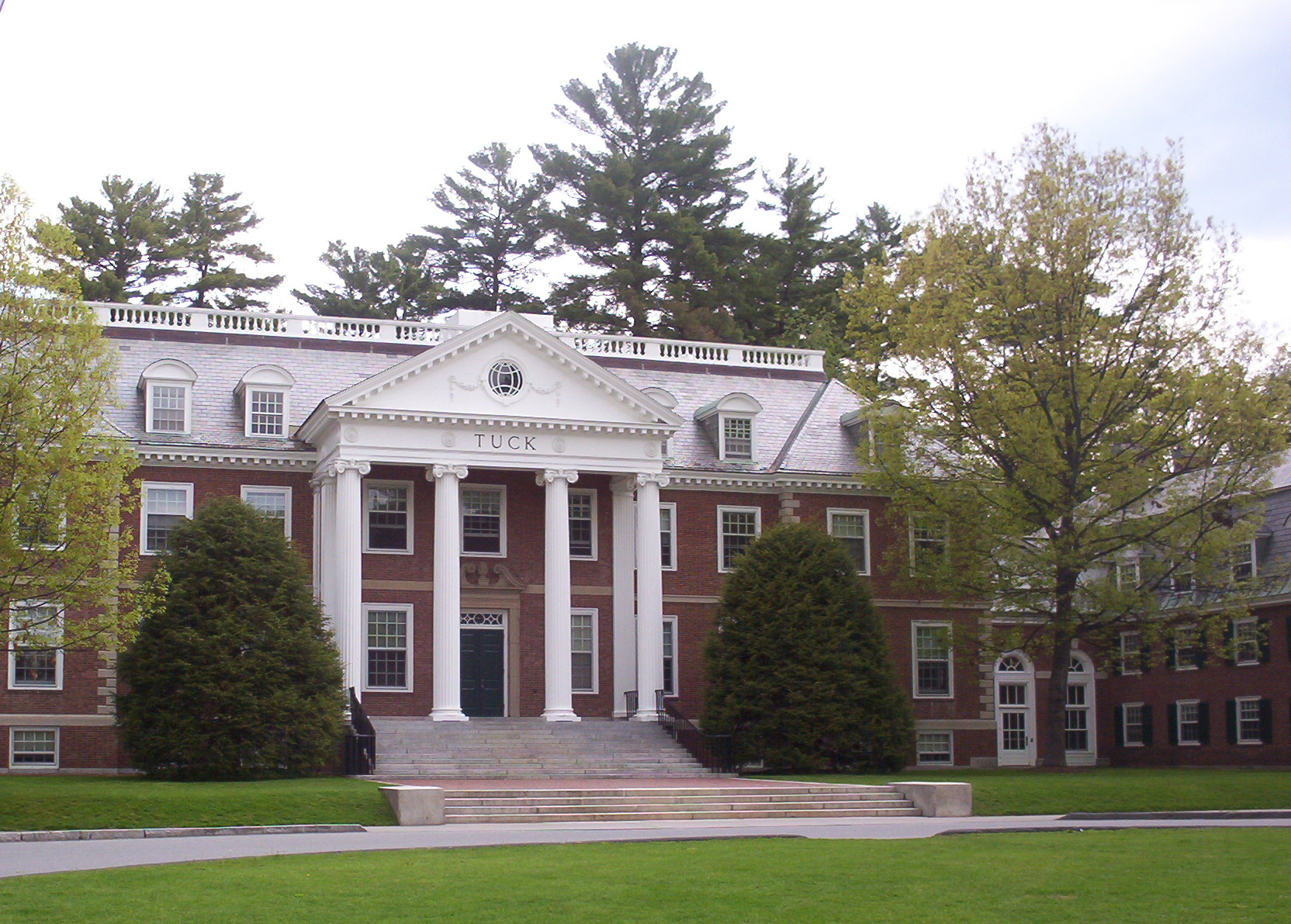
塔克行政大楼
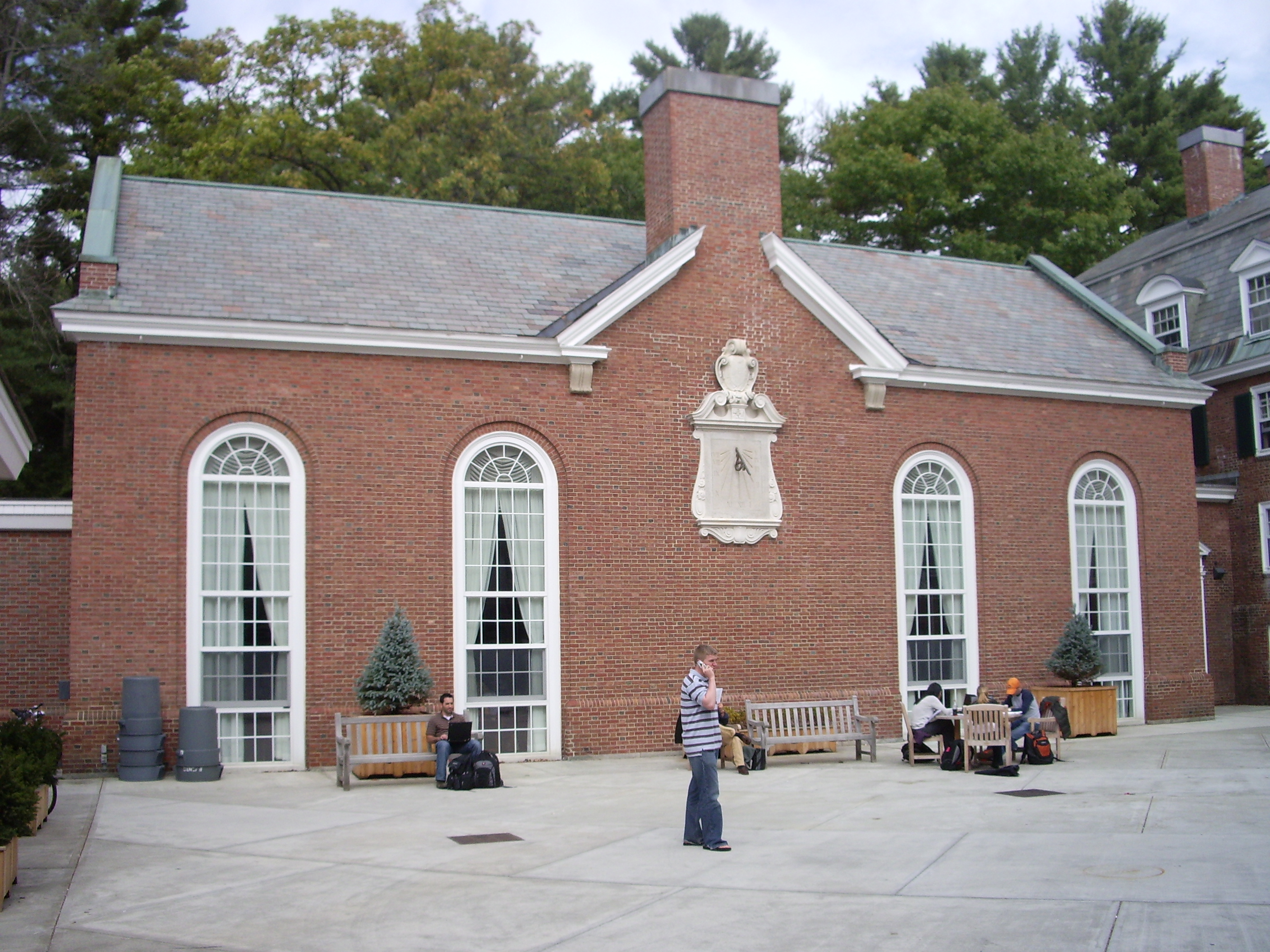
斯特尔大楼
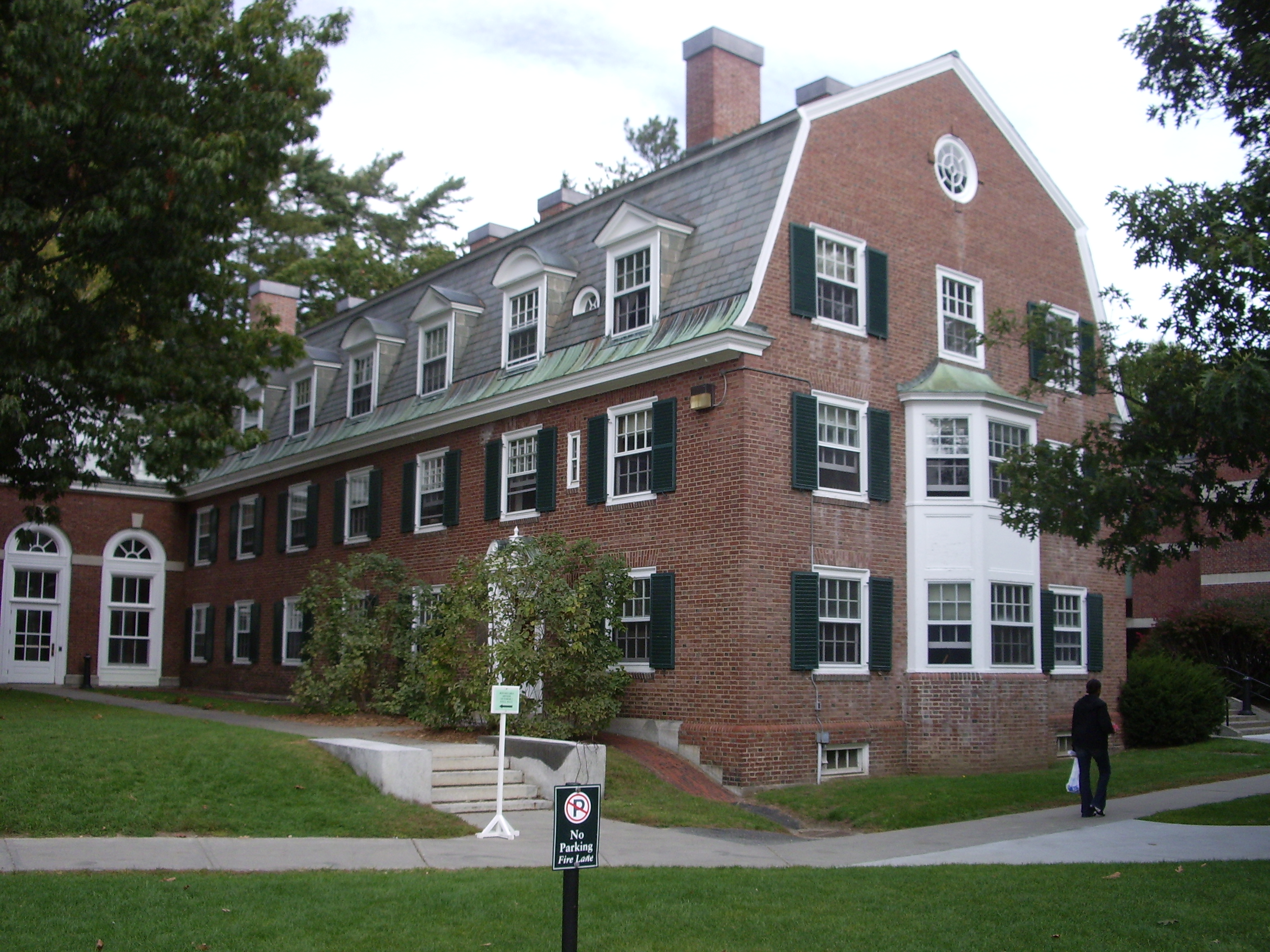
武德伯里大楼

## 学术

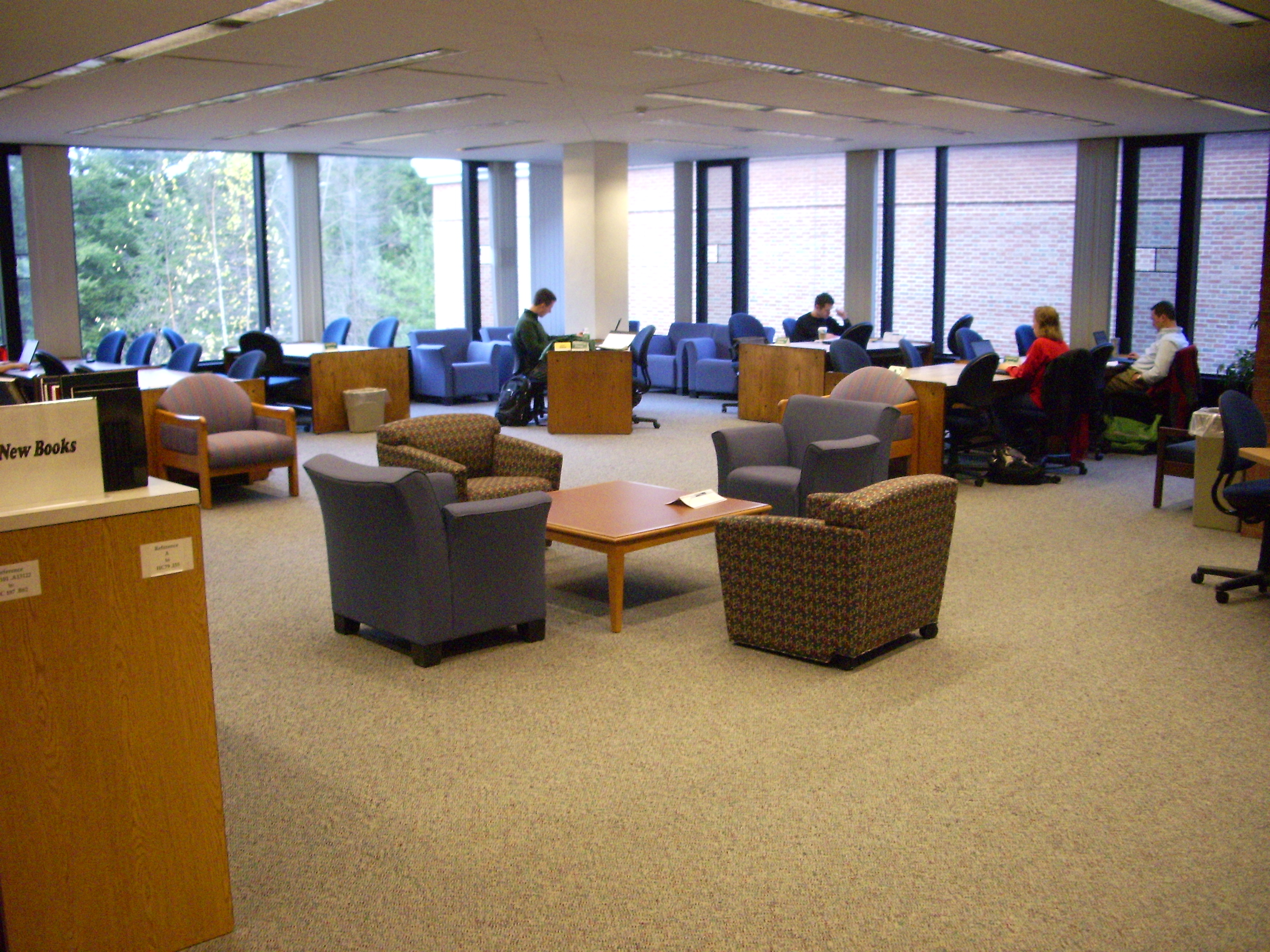
费德堡商务与工程图书馆

塔克商学院只提供单一学历教育：二年全日制工商管理硕士（MBA）。学生在第一学年需要完成32周的全面管理学核心课程和首年学科专业计划；第二学年需要完成12门选修课并对主要研究方向做出计划。
学院强调学生处理学业必须以相互合作和团队精神为基础，以此促成他们“练就商界领袖所需要的人际关系沟通技巧”，这也是学院对外大力宣扬的办学理念之一。但是，学院推崇的这种教学模式被指责为“感情化”太浓，对学生步入竞争激烈的商业社会并非有益，而且还会影响学生在处理商务问题时快速、独立决策的能力。另外，学院在专业课程设置上，被指责未给学生提供更广阔的国际视野，虽然院方通过增加国际化的课程、项目和研究来弥补这一点。
塔克商学院除授予毕业生工商管理硕士学位外，还与其它院校合作，为学生寻求其它学历教育的机会，提供7种双学位或联合学位给学生选择。双学位包括：MBA与外交法律艺术硕士（与塔夫茨大学弗莱彻法律和外交学院联合授予）；MBA与公共事务管理硕士（与哈佛大学约翰·F·肯尼迪政府学院联合授予）；MBA与环境法律研究硕士（与佛蒙特法学院联合授予）；MBA与文学硕士（与约翰·霍普金斯大学的保罗·H·尼采高等国际研究院联合授予）。联合学位包括：MBA与医学士（与达特茅斯大学医学院联合授予）；MBA与公共健康硕士（与达特茅斯预估医疗科学中心联合授予）；MBA与工程硕士（与达特茅斯大学泽耶尔工程学院联合授予）。塔克商学院在学生入校的第二学年，为他们提供与其它外国院校的交流计划，如：与德国的莱比锡管理研究生院；法国巴黎的高等商业管理学院（HEC Paris）和高等经济商业学院；西班牙巴塞罗那的IESE商学院；英国的伦敦商学院。
塔克商学院除MBA学历教育外，还提供行职业培训和其他非学历教育课程，譬如：为目前在读及即将入学的优秀的大学本科生提供“塔克-剑桥课程”；为高中学生提供领导能力和发展教育课程。

### 机构设置及学术研究

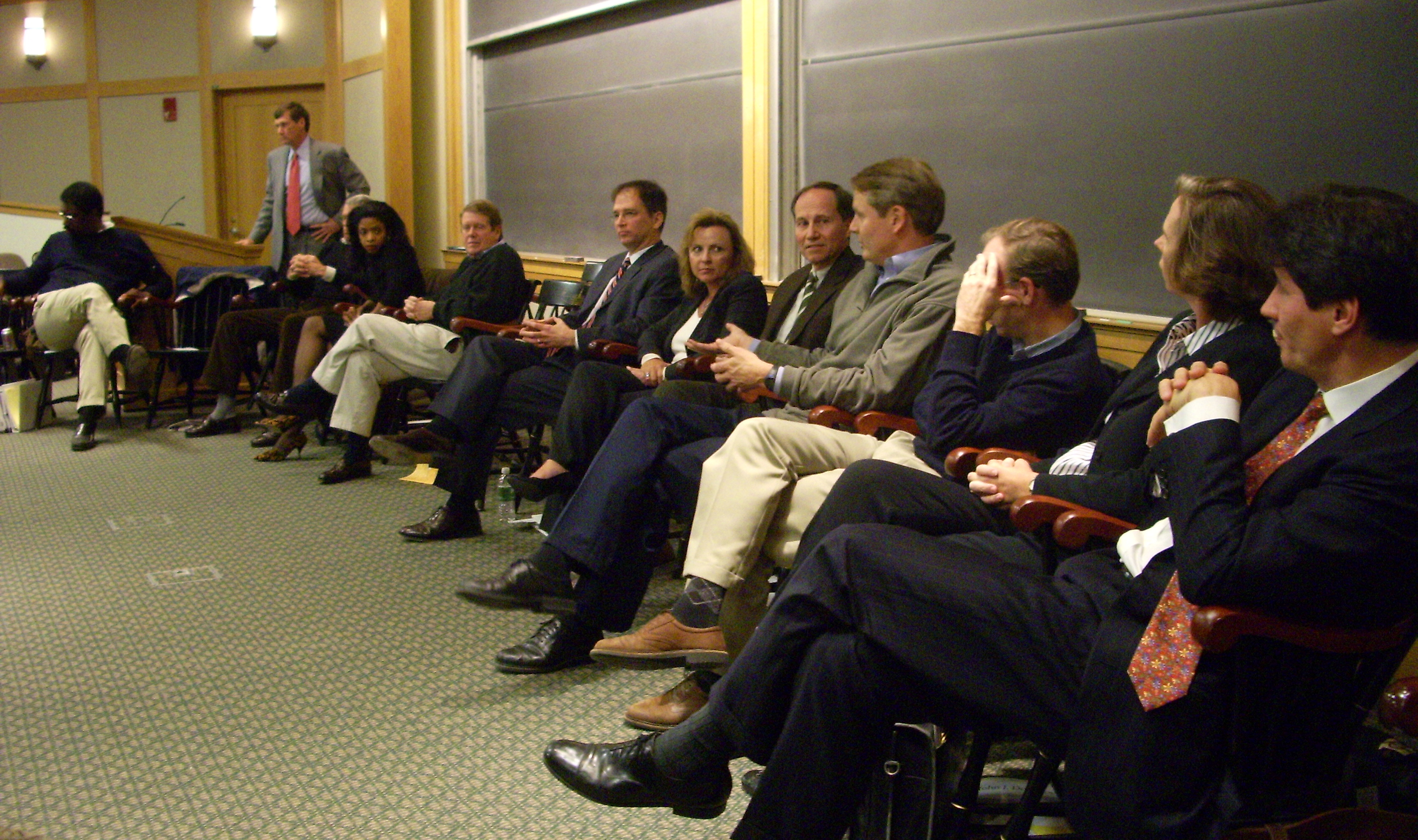
达特茅斯大学巡查委员会成员，塔克商学院院长由该委员会提名

作为达特茅斯大学的组成部分，塔克商学院与大学本部一样，在院内实行学季制。学院受达特茅斯大学校长和院董会双重领导，由1951年成立的达特茅斯大学巡查委员会提名的院长（现任：鲍尔·达劳斯）直接管理。
由于塔克只提供单一的学历教育，除工商管理硕士外，没有其他分门别类的学术机构；尽管如此，学院的师资通常还是会在7项学术领域分成单个或多个课题组，如：会计、财政与经济、市场、运营管理与管理科学、战略与管理、国际商务和管理沟通。学院拥有5个可以组织不同商务管理的研究中心，以提升学院专业学科的研究水平，还与海外的合作院校和相关机构建立了联络员制度，并以塔克研发的课程作为整个商务管理的标准课程。MBA学生偶尔会被邀请参与下列的5个研究中心和研究协会的成员。这5个研究中心是：威廉·F·埃克特迈尔全球领导能力研究中心、合作管理研究中心、国际商务研究中心、个人股权与创业能力研究中心和格拉斯迈尔/麦克纳密数字化战略研究中心。

### 院校排名及招生
2006年，塔克商学院在美国《商业周刊》公布的商科院校排名中为第11名。2007年，在《华尔街日报》和《福布斯杂志》组织的美国MBA课程排名中，塔克商学院位列第一。2008年，《美国新闻和世界报道》将学院的名次列为第七，而在《金融时报》的名次为第八。2010年，学院在《经济学家杂志》统计出的排名为第二位。塔克自己则宣称在这六个机构的排名中，综合名次位居第二。此外，依据国际通行的院校综合排名分析，如果不设第一名，则塔克商学院的平均评分名次应位居前三甲。塔克是全球网际商科院校的成员，据2010年夸克奎尔利·西蒙兹公司（Quacquarelli Symonds Company）公布的全球200所商科院校报告显示，塔克商学院在北美地区的编排序列号为14。
报读塔克商学院的申请者来自于不同的背景和机构，院方根据他们在本科阶段的学业情况以及管理学研究生标准化入学考试（GMAT）的成绩、论文、推荐信、书面申请等作出评估，必要时还需面试。申请者过去的工作和现实经验及其成就，也会作为潜在的选拔因素来考虑。2009年，共有2,276人申请约240个名额，GMAT平均分为710，美国本科生申请者的平均成绩点数（GPA）为3.4。

## 人物

### 在校生
塔克商学院在校生保持在500人左右，他们被称为“Tuckies”，其中美国以外的国际学生所占比例为34%；女性学生和少数群体学生一直呈增长趋势，占学生总数的比例分别为34%和19%。过去一段时间，塔克与其它许多商科院校相比，学生渴望多元化的表现趋弱，学生整体的知识结构和水平受到外界批评。为弥补这些不足，塔克极力宣讲要向少数群体的MBA申请者提供额外的奖学金，还依靠塔克多元化年会及专门邀请商界女性加入福泰基金会，以期提升塔克学生的多元化素质。
塔克象其他商科院校一样，鼓励本科毕业生在参加工作后再申请报读MBA课程。进入塔克学习的研究生一般都有5年的全职工作经验，平均年龄28岁，整体年龄介乎25至32岁之间。

### 毕业生

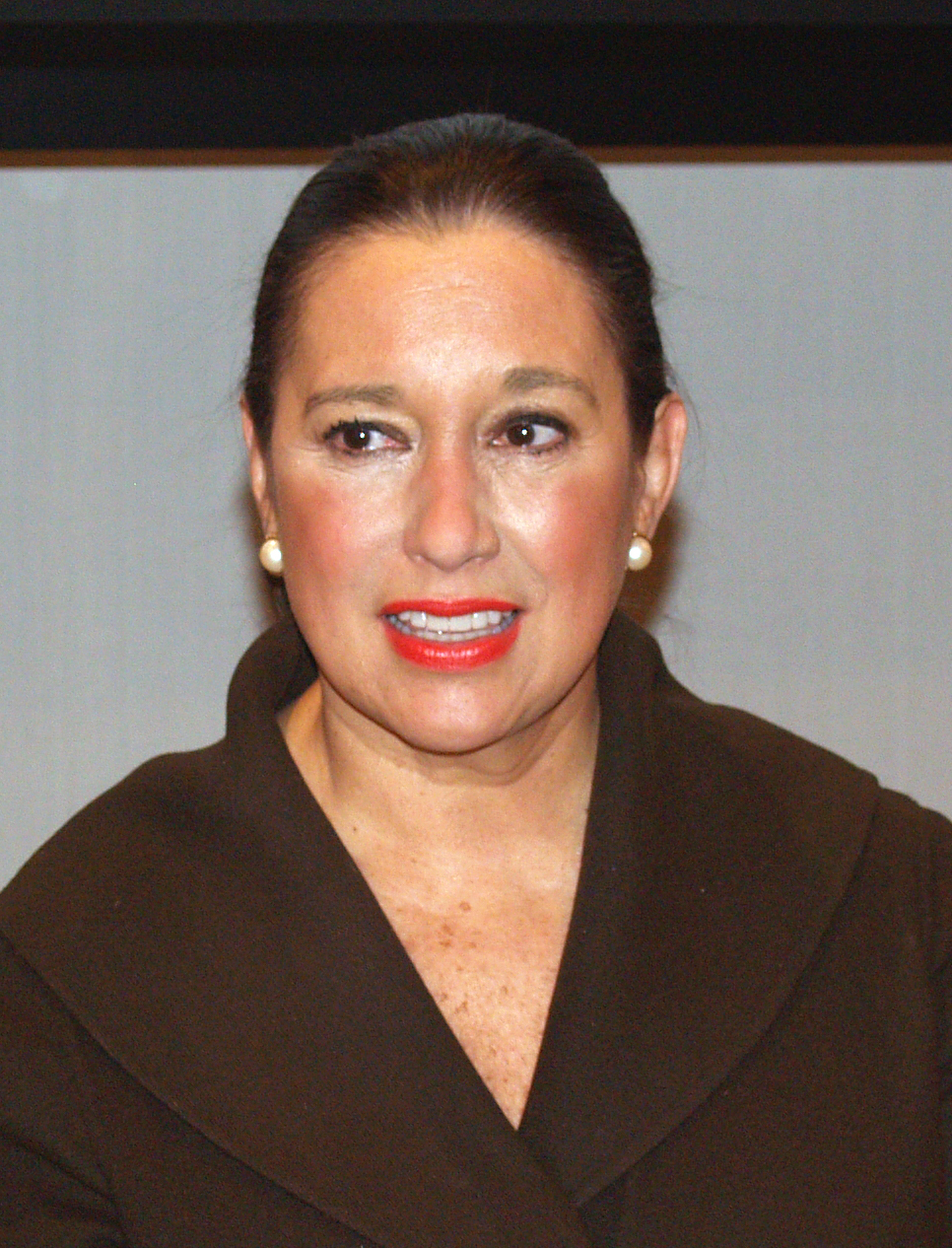
曾就读于塔克商学院的《纽约时报》前主席杰纳特·L·鲁滨逊

塔克商学院宣称：与世界其他许多商科院校相比，塔克毕业生的捐款比例是最高的。《商业周刊》通过对美国商科院校的调查，透过至少有50%以上毕业生向母校捐赠情况的分析，结果显示塔克商学院是唯一一所捐赠比例达到66%的院校。最受塔克毕业生欢迎的职业是管理咨询（40%）和金融与会计（37%）。塔克毕业生从业的基础年薪平均值为10万美元。
塔克商学院MBA毕业生在各行各业均有突出表现，商业领域有：企业家杰姆·巴特沃兹（Jim Butterworth）
、前百时美施贵宝公司CEO皮特·R·道朗（Peter R. Dolan）、安吉尔数码公司CEO凯文·迈克格拉兹（Kevin McGrath）、前百事公司CEO克里斯多弗·A·斯克莱尔（Christopher A. Sinclair）；教育领域如：达特茅斯大学前校长大卫·T·迈克罗林（David T. McLaughlin）、阿拉巴马大学校长罗伯特·维特（Robert Witt）；其他领域表现突出的塔克毕业生有：剧作家兼导演卡姆朗·帕萨（Kamran Pasha）、美国众议员黑曼·T·斯克尼伯里（Herman T. Schneebeli）和前XFL足球队运动员凯勒·斯克洛德（Kyle Schroeder）；通过塔克职业培训结业的知名人物有：《纽约时报》公司前主席兼CEO杰纳特·L·鲁滨逊（Janet L. Robinson）、苏黎世金融服务中心CEO詹姆士·斯奇罗（James Schiro）和平面设计师大卫·R·布朗（David R. Brown）。

### 教师
截至2007-08学年，塔克聘用了46名专职教师，学生与教师的比例为9:1。塔克现任的知名教授和研究生导师有：经济学教授安德鲁·伯纳德（Andrew Bernard）、市场营销学教授凯文·兰·克勒（Kevin Lane Keller）、金融学教授肯纳兹·弗朗奇（Kenneth French）、国际经济学教授马特斯尤·J·斯罗特（Matthew J. Slaughter）、国际商务学教授维杰·戈文达拉简（Vijay Govindarajan）、战略管理学教授理查德·D·埃维尼（Richard D'Aveni）和运营管理学教授M·埃瑞克·约翰逊（M. Eric Johnson）。之前较知名的教授有：产业效能开发学教授弗雷德雷克·威斯露·泰罗（Frederick Winslow Taylor）、市场营销学教授布莱恩·文斯克（Brian Wansink）以及访问学者迈克尔·杰森（Michael Jensen）。特别值得一提的是，投资银行家保罗·D·帕格鲁兹（Paul D. Paganucci）于1972年至1986年也在塔克商学院授课。